# Liste der Wiener Gemeindebauten/Leopoldstadt
Diese Liste zählt die Gemeindebauten im 2. Wiener Gemeindebezirk Leopoldstadt auf.
Es werden nur solche Objekte angeführt, die seit Beginn des sozialen Wohnbaus errichtet wurden. Ältere Häuser, die im Besitz der Stadt Wien sind und in denen ebenfalls Gemeindewohnungen vergeben werden, fehlen daher.
| Name / ID                                                                   | Foto |                 | Adresse                                 | Baujahr   | Architekt(en)                                                                                                   | Kunstobjekte | Wohnungen | Anmerkungen |
| --------------------------------------------------------------------------- | ---- | --------------- | --------------------------------------- | --------- | --- | --- | --------- | --- |
| Chopinhof 75                                                                | 1    | Datei hochladen | Am Tabor 1-3 Standort                   | 1957–1959 | Alfred Dreier, Otto Nobis                                                                                       | Kunststeinplastik Kamel von Otto Eder (1957/58) | 94        | Benannt nach Frédéric Chopin. Identadresse Taborstraße 82-88, Trunnerstraße 2 |
| 316                                                                         | 1    | Datei hochladen | Ausstellungsstraße 43 Standort          | 1960–1961 | Viktor Mittag                                                                                                   | | 17        | |
| 382                                                                         | 1    | Datei hochladen | Ausstellungsstraße 67 Standort          | 1955–1956 | Robert Fussek                                                                                                   | | 18        | |
| 325                                                                         | BW   | Datei hochladen | Blumauergasse 24 Standort               | 1965–1967 | Wilhelm Cermak                                                                                                  | | 14        | |
| 390                                                                         | 1    | Datei hochladen | Czerninplatz 7 Standort                 | 1963–1964 | Alois Plessinger, Heinrich Reitstätter                                                                          | | 98        | Identadresse Ferdinandstraße 31-35, Fruchtgasse 2 |
| 341                                                                         | BW   | Datei hochladen | Darwingasse 12 Standort                 | 1960–1961 | Wilfried Poszpisily                                                                                             | | 31        | Identadresse Vereinsgasse 20 |
| 396                                                                         | 1    | Datei hochladen | Dr.-Natterer-Gasse 2-4 Standort         | 1967–1970 | Karl Kotal, Felix Nemecic, Rudolf Goder, Kurt Schimak                                                           | Betonplastik Entfaltete Form von Mathias Hietz (1968/70) | 227       | Identadresse Wehlistraße 240-244, Meiereistraße 8-10, Engerthstraße 259-263 |
| Elderschhof 71 HERIS-ID: 11318 Objekt-ID: 7403                              | 1    | Datei hochladen | Elderschplatz 1-2 Standort              | 1931–1932 | Ludwig Davidoff                                                                                                 | | 125       | Denkmalschutz Benannt nach Matthias Eldersch Identadresse Engerthstraße 218-222, Kafkastraße 2-6 |
| Robert-Uhlir-Hof 253                                                        | 1    | Datei hochladen | Engerthstraße 148-150 Standort          | 1975–1978 | Gottfried Fickl, Edgar Göth                                                                                     | Steinplastik Druck-Gegendruck von Wolfgang Helminger | 549       | Benannt nach Robert Uhlir Identadresse Weschelstraße 1, Vorgartenstraße 109-111 |
| 400                                                                         | BW   | Datei hochladen | Engerthstraße 189-191 Standort          | 1976–1978 | Engelbert Eder, Anton Holtermann, Hugo Potyka                                                                   | | 130       | Identadresse Wehlistraße 176-178 |
| 328 HERIS-ID: 12955 Objekt-ID: 9121                                         | 1    | Datei hochladen | Engerthstraße 230 Standort              | 1930–1931 | Josef Hahn | | 361       | Denkmalschutz Inoffiziell Sturhof genannt. Identadresse Vorgartenstraße 227, Offenbachgasse 1, Sturgasse 2 |
| Eveline-Andrlik-Hof 391                                                     | 1    | Datei hochladen | Engerthstraße 232-238 Standort          | 1963–1964 | | freistehende Reliefwand Karneval (1963/66) von Rudolf Schwaiger, freistehende Reliefwand Freundinnen oder Badende (1964/65) von Alfred Hrdlicka | 571       | Benannt nach Eveline Andrlik (1935–2016), Gesundheitspolitikerin, Gemeinderätin, 1991 Erste Präsidentin des Wiener Landtages Plastik Badende/Freundinnen unter Denkmalschutz |
| 386                                                                         | 1 BW | Datei hochladen | Engerthstraße 237 Standort              | 1959–1960 | Erich Boltenstern, Walter Gindele, Siegfried Mörth, Erich Schlöss, Franz Schuster, Alfred Wanko, Josef Wöhnhart | Plastik Abstrakte Evolution von Herbert Schwarz (1959/60), Plastik Nashorn mit Jungem von Rudolf Kedl (1962/63), Brunnen mit Mosaik Meeresgrund von Therese Schütz-Leinfellner (1962/64), Mosaike Brückenbau und Hausbau nach Entwürfen von Otto Rudolf Schatz (Ausführung Hans Stockbauer)                   | 387       | Die Pfarrkirche Machstraße ist in die Wohnhausanlage integriert Identadresse Handelskai 222-224, Lößlweg 1, Machstraße 4, Engerthstraße 237B, Engerthstraße 237A |
| 363                                                                         | 1    | Datei hochladen | Engerthstraße 241-247 Standort          | 1955–1956 | Wilhelm Kaiser, Rudolf Kolowrath, Johann Stöhr                                                                  | Supraporten von Walter Behrens, Otto Eder, Otto Beckmann und Alfred Kurz, wegen Lifteinbauten nicht mehr vorhanden | 408       | Identadresse Offenbachgasse 3-7, Wehlistraße 230-236, Sturgasse 4-6 |
| Kurt-Heller-Hof 403                                                         | 1    | Datei hochladen | Engerthstraße 249-253 Standort          | 1981–1983 | Carl A. J. Hala, Adolf Hoch, Karl Leber, Heinrich Matha                                                         | Betonwand mit Metallverzierung von Walter Kölbl | 271       | Benannt nach Kurt Heller |
| 393                                                                         | 1    | Datei hochladen | Ennsgasse 7-11 Standort                 | 1964–1965 | Lucia Aichinger, Hermann Aichinger junior, Heinrich Benedikt                                                    | | 136       | Identadresse Radingerstraße 10, Ybbsstraße 32-36 |
| 377                                                                         | BW   | Datei hochladen | Franz-Hochedlinger-Gasse 30-32 Standort | 1953–1955 | Eduard Berger                                                                                                   | | 43        | Identadresse Floßgasse 16 |
| 347                                                                         | 1    | Datei hochladen | Franzensbrückenstraße 19 Standort       | 1963      | Alfred Kraupa, Jakob Zachar                                                                                     | | 65        | Identadresse Vivariumstraße 9, Helenengasse 10, Vivariumstraße 11 |
| 352                                                                         | 1    | Datei hochladen | Franzensbrückenstraße 21 Standort       | 1967–1969 | Karl Hosmann | | 48        | Identadresse Schüttelstraße 1, Vivariumstraße 2 |
| 321                                                                         | 1    | Datei hochladen | Gredlerstraße 7 Standort                | 1959–1961 | Hans Pfann | | 92        | Identadresse Negerlegasse 6 |
| 387                                                                         | 1    | Datei hochladen | Große Pfarrgasse 16-20 Standort         | 1958–1961 | Walther Raschka                                                                                                 | Mosaik Ornamentale Flächeneinteilung von Theobald Schmögner (1958/59) | 16        | |
| 417                                                                         | BW   | Datei hochladen | Große Schiffgasse 30 Standort           | 1991–1992 | Reinhard Gieselmann                                                                                             | | 19        | |
| 411                                                                         | BW   | Datei hochladen | Große Schiffgasse 32 Standort           | 1991–1992 | Reinhard Gieselmann                                                                                             | | 18        | |
| 360 HERIS-ID: 8575 Objekt-ID: 4531                                          | 1    | Datei hochladen | Handelskai 210 Standort                 | 1928–1929 | Hans Glas | | 50        | Denkmalschutz Identadresse Wachaustraße 37 |
| Karlheinz-Hora-Hof 399                                                      | 1    | Datei hochladen | Handelskai 214 Standort                 | 1975–1976 | Engelbert Eder, Anton Holtermann, Hugo Potyka                                                                   | Sandsteinplastik Venus von Gottfried Höllwarth, Plastik Tabernakel 71 von Karl Anton Wolf | 1042      | 2022 gemeinsam mit den 2020–2022 errichteten, anschließenden Trakten nach Karlheinz Hora benannt Setzt sich hinter den Häusern Engerthstraße 201-227 fort, ein Zugang besteht über die Teuffenbachstraße Identadresse Engerthstraße 193-197, Kafkastraße 13, Wachaustraße 26a, Wehlistraße 180-182                             |
| Karlheinz-Hora-Hof (neuer Teil) Wiener Wohnen                               | 1    | Datei hochladen | Handelskai 214 Standort                 | 2020–2022 | | | 332       | 2022 nach Fertigstellung gemeinsam mit dem älteren Teil benannt |
| 395                                                                         | BW   | Datei hochladen | Handelskai 390-392 Standort             | 1967–1969 | Otto Niedermoser                                                                                                | | 28        | |
| 357 HERIS-ID: 10823 Objekt-ID: 6887                                         | 1    | Datei hochladen | Harkortstraße 3 Standort                | 1925–1927 | Otto Nadel | | 14        | Denkmalschutz |
| 340                                                                         | 1    | Datei hochladen | Heinestraße 5-7 Standort                | 1957–1962 | Franz Peck | | 48        | |
| 415                                                                         | BW   | Datei hochladen | Im Werd 4 Standort                      | 1991–1992 | Reinhard Gieselmann                                                                                             | | 11        | |
| 414                                                                         | BW   | Datei hochladen | Im Werd 15 Standort                     | 1991–1992 | Peter Scheufler, Manfred Hirschler, Klaus Peter Erblich, Zachari Vesselinov                                     | | 13        | |
| Wachauer Hof 66 HERIS-ID: 8541 Objekt-ID: 4496                              | 1    | Datei hochladen | Jungstraße 15 Standort                  | 1923–1924 | Hugo Mayer | Keramikplatte Zwei Kundschafter, Reliefs Die vier Lebensalter und Licht und Finsternis, nackte Knaben an der Fassade zur Vorgartenstraße, alle von Josef Franz Riedl | 186       | Denkmalschutz Benannt nach der Wachau Identadresse Engerthstraße 208-212, Vorgartenstraße 213, Wachaustraße 24-26 |
| 367                                                                         | 1    | Datei hochladen | Kafkastraße 11 Standort                 | 1931      | Anton Drexler                                                                                                   | | 35        | Identadresse Wehlistraße 214 |
| 376                                                                         | BW   | Datei hochladen | Kleine Mohrengasse 9 Standort           | 1958–1959 | Martha Bolldorf-Reitstätter                                                                                     | Terrakottaplatten mit Mosaiken (Fische und Pflanzenmotive) von Helene Hädelmayr (1958/60) | 21        | Identadresse Rotensterngasse 24 |
| 410                                                                         | 1    | Datei hochladen | Kleine Stadtgutgasse 11-13 Standort     | 1990–1992 | Kurt Walder | | 41        | Identadresse Holzhausergasse 9 |
| 373                                                                         | 1    | Datei hochladen | Lassallestraße 24 Standort              | 1953–1954 | Leopold Tinhof                                                                                                  | | 37        | Identadresse Harkortstraße 2 |
| Lassalle-Hof 67 HERIS-ID: 8576 Objekt-ID: 4532                              | 1    | Datei hochladen | Lassallestraße 40 Standort              | 1925–1926 | Hubert Gessner, Hans Paar, Friedrich Schlossberg, Fritz Waage                                                   | | 269       | Denkmalschutz Benannt nach Ferdinand Lassalle Identadresse Radingerstraße 15, Vorgartenstraße 146-148, Ybbsstraße 39-45 |
| Theodor-Herzl-Hof 74                                                        | 1    | Datei hochladen | Leopoldsgasse 13-15 Standort            | 1956–1957 | Rudolf Kolowrath                                                                                                | | 24        | Benannt nach Theodor Herzl Identadresse Miesbachgasse 8, Malzgasse 7 |
| 412                                                                         | 1    | Datei hochladen | Leopoldsgasse 24 Standort               | 1990–1991 | Peter Gebhart, Peter Zauchenberger                                                                              | Gedenksäule für Widerstandskämpfer an der Spitze des Grundstücks | 28        | Identadresse Im Werd 8 |
| 413                                                                         | 1    | Datei hochladen | Malzgasse 1 Standort                    | 1990–1991 | Peter Scheufler, Manfred Hirschler, Klaus Peter Erblich                                                         | | 14        | Identadresse Miesbachgasse 2 |
| 354 HERIS-ID: 8581 Objekt-ID: 4537                                          | 1    | Datei hochladen | Marinelligasse 1 Standort               | 1926      | Leopold Schulz                                                                                                  | | 49        | Denkmalschutz Identadresse Taborstraße 94 |
| 343                                                                         | BW   | Datei hochladen | Marinelligasse 10 Standort              | 1952–1956 | Alexander Kratky                                                                                                | | 47        | Identadresse Alliiertenstraße 6, Hochstettergasse 5 |
| Heinz-Weißmann-Hof 389                                                      | 1    | Datei hochladen | Mexikoplatz 1 Standort                  | 1961–1962 | Rudolf Angelides, Lutz Lernhart, Franz Mörth                                                                    | Brunnenplastik aus Bronze von Margarete Bistron-Lausch (1960–1963) | 172       | Identadresse Wehlistraße 164-166, Engerthstraße 179-183 |
| 394                                                                         | 1    | Datei hochladen | Mexikoplatz 2-3 Standort                | 1966–1968 | Erich Boltenstern, Karl Hartl                                                                                   | Natursteinplastik Gärtnerin von Ernst Wenzelis (1966/68) | 112       | Identadresse Handelskai 168-170, Wehlistraße 145-147 |
| 323                                                                         | 1    | Datei hochladen | Mexikoplatz 25 Standort                 | 1957–1958 | Andreas Hofer                                                                                                   | | 45        | |
| 371                                                                         | BW   | Datei hochladen | Miesbachgasse 15 Standort               | 1951–1952 | Viktor Adler | | 118       | |
| 324                                                                         | BW   | Datei hochladen | Negerlegasse 4 Standort                 | 1962–1965 | Alfred Viktor Pal                                                                                               | | 50        | |
| 342                                                                         | BW   | Datei hochladen | Negerlegasse 8 Standort                 | 1962–1965 | Fritz Sammer | | 16        | |
| 349                                                                         | 1    | Datei hochladen | Nordbahnstraße 24 Standort              | 1962      | Walter Muchar                                                                                                   | | 31        | |
| 366 HERIS-ID: 47487 Objekt-ID: 50585                                        | 1    | Datei hochladen | Obere Augartenstraße 12-14 Standort     | 1930–1931 | Karl Schmalhofer                                                                                                | Zwei Putti an den Ecken der Front des zentralen Gebäudeteils | 191       | Denkmalschutz |
| 368 HERIS-ID: 96611 Objekt-ID: 112141                                       | 1    | Datei hochladen | Obere Augartenstraße 44 Standort        | 1937–1938 | Konstantin Peller                                                                                               | | 81        | Denkmalschutz Identadresse Miesbachgasse 17 |
| 350                                                                         | BW   | Datei hochladen | Obere Donaustraße 35 Standort           | 1949–1950 | Sepp Stein | | 36        | |
| Georg-Emmerling-Hof 5 HERIS-ID: 96753 Objekt-ID: 112328                     | 1    | Datei hochladen | Obere Donaustraße 97-99 Standort        | 1953–1957 | Rudolf Hofbauer, Elisabeth Hofbauer-Lachner, Leo Kammel junior                                                  | Plastik Ziege von Alois Heidel (1955–1957), Supraporten-Natursteinreliefs Hafenszene und Markt von Ernst Wenzelis (1954 und 1956), Installation Themroc von Steinbrener/Dempf & Huber (2021, vom gleichnamigen Film inspiriert: Darstellung zweier Arbeiter, einer scheint ein Loch in die Mauer zu schlagen) | 206       | Denkmalschutz Benannt nach Georg Emmerling Freiplastik einer Ziege unter Denkmalschutz. Die dem gängigen Naturideal widersprechende Ziegenplastik, bei der sich viele Zeitgenossen an die zurückliegenden Notzeiten erinnert fühlten, war Gegenstand heftiger Kontroversen. Identadresse Lilienbrunngasse 2-4, Gredlerstraße 2 |
| 355 HERIS-ID: 8604 Objekt-ID: 4560                                          | 1    | Datei hochladen | Radingerstraße 21 Standort              | 1927–1928 | Franz Zabza | | 18        | Denkmalschutz Inoffiziell Radingerhof genannt. |
| 408                                                                         | BW   | Datei hochladen | Rueppgasse 12-14 Standort               | 1992–1995 | Peter Koban | | 26        | |
| Edgar-Schranz-Hof 375                                                       | 1    | Datei hochladen | Rustenschacherallee 44-56 Standort      | 1954      | Wilhelm Kaiser, Johann Stöhr                                                                                    | Majolikaplastik Badende von Christa Vogelmayer (1955), Reliefs Vogelflug von Hermann Walenta (1953–1957) | 164       | Plastik Badende unter Denkmalschutz Benannt nach Edgar Schranz Identadresse Böcklinstraße 67-75, Lukschgasse 5 |
| 344                                                                         | 1    | Datei hochladen | Schüttelstraße 3 Standort               | 1956–1959 | Margarete Schütte-Lihotzky                                                                                      | | 37        | |
| Franz-Mair-Hof 72 HERIS-ID: 8585 Objekt-ID: 4541                            | 1    | Datei hochladen | Schüttelstraße 5 Standort               | 1930–1939 | Franz Schacherl                                                                                                 | Alle Kunstwerke stehen mit der Erweiterung um 1955 in Verbindung. Sgraffitowandbild Familie mit Schafen von Lydia Roppolt (1955/56), Natursteinplastik Dachs von Walter Leitner (1955–1958) am Spielplatz, Pfeiler mit Glasmosaiken (Pratermotive) von Hans Robert Pippal (1961–1967)                         | 278       | Denkmalschutz Zubau Richtung Stoffelagasse aus Mitte der 1950er-Jahre Benannt nach Franz Mair Identadresse Laufbergergasse 1 |
| Robert-Erber-Hof 73                                                         | 1    | Datei hochladen | Schüttelstraße 19 Standort              | 1950–1952 | Karl Hauschka, Oskar Payer                                                                                      | Sgraffitowandbilder Vier Berufsstände und Vier Lebensalter von Ernst Paar sowie Vier Zeitepochen und Vier Jahreszeiten von Maximilian Florian (1950–1952) | 250       | Benannt nach dem Politiker und Gewerkschafter Robert Erber (1895–1978) Identadresse Böcklinstraße 14-22 |
| 346                                                                         | 1    | Datei hochladen | Springergasse 22 Standort               | 1968      | Erika Hotzy-Peters                                                                                              | | 16        | |
| 378                                                                         | 1    | Datei hochladen | Sturgasse 3-5 Standort                  | 1954–1956 | Wilhelm Kaiser, Rudolf Kolowrath                                                                                | Freiplastik Lesender von Gottfried Buchberger (1953/54), an der Ecke Engerthstraße/Lößlweg | 174       | Plastik unter Denkmalschutz Identadresse Engerthstraße 239, Lößlweg 2, Wehlistraße 228 |
| 398                                                                         | BW   | Datei hochladen | Sturgasse 7 Standort                    | 1972–1975 | Wilhelm Gehrke, Roland Wagner                                                                                   | Aluminiumskulptur Eruption von Franz Xaver Hauser | 154       | Identadresse Lößlweg 6-8, Handelskai 226-228 |
| 384                                                                         | 1    | Datei hochladen | Taborstraße 53-55 Standort              | 1957–1959 | Rudolf Grigkar                                                                                                  | | 34        | |
| Stella-Klein-Löw-Hof 283                                                    | 1    | Datei hochladen | Taborstraße 61 Standort                 | 1985–1987 | Franz Morawez                                                                                                   | | 50        | Benannt nach Stella Klein-Löw. Identadresse Pfeffergasse 4-6 |
| 406                                                                         | 1    | Datei hochladen | Taborstraße 100 Standort                | 1983–1985 | Edgar Göth | | 29        | |
| 361 HERIS-ID: 12611 Objekt-ID: 8762                                         | 1    | Datei hochladen | Tandelmarktgasse 14 Standort            | 1929–1930 | Konstantin Peller                                                                                               | | 7         | Denkmalschutz |
| 345                                                                         | 1    | Datei hochladen | Untere Augartenstraße 1-3 Standort      | 1953–1954 | Alfred Chalusch, Karl Vodak sen.                                                                                | Natursteinreliefs an der Hausecke: Der österreichische Arbeiter inmitten seines Lebenskreises von Gabriele Waldert (1955/57) | 106       | Identadresse Obere Donaustraße 45b |
| 370                                                                         | 1    | Datei hochladen | Untere Augartenstraße 15-17 Standort    | 1937–1939 | Gustav Menzel                                                                                                   | | 54        | Identadresse Haasgasse 4-6 |
| 416                                                                         | 1    | Datei hochladen | Untere Augartenstraße 23 Standort       | 1991–1997 | Herbert Beier                                                                                                   | | 41        | Identadresse Haasgasse 12 |
| 372                                                                         | 1    | Datei hochladen | Untere Augartenstraße 39 Standort       | 1957–1958 | Karl Janeschitz                                                                                                 | Sgraffito Ornament von Godwin Ekhart (1957/58) | 34        | Identadresse Obere Augartenstraße 30 |
| 380                                                                         | 1    | Datei hochladen | Vivariumstraße 6-10 Standort            | 1955–1957 | Friedrich Albrecht, Rudolf Angelides, Franz Mörth, Ferdinand Zimmermann                                         | Mosaike (Praterbäume und Schilflandschaft) von Robert Markowitsch (1955) | 149       | Identadresse Stoffellagasse 13 |
| 383                                                                         | 1    | Datei hochladen | Vivariumstraße 13-17 Standort           | 1955–1957 | Friedrich Albrecht, Rudolf Angelides, Franz Mörth, Friedrich Pangratz, Ferdinand Zimmermann                     | | 126       | Identadresse Stoffellagasse 9-11 |
| Heizmann-Hof 69 HERIS-ID: 8609 Objekt-ID: 4565                              | 1    | Datei hochladen | Vorgartenstraße 140-142 Standort        | 1925–1926 | Hubert Gessner                                                                                                  | | 211       | Denkmalschutz Benannt nach dem Widerstandskämpfer Otto Heizmann (1895–1942) Identadresse Radingerstraße 9, Lassallestraße 19, Ofnergasse 2 |
| Wohnhausanlage Vorgartenstraße 158–170 388 HERIS-ID: 47528 Objekt-ID: 50659 | 1    | Datei hochladen | Vorgartenstraße 158-170 Standort        | 1959–1962 | Carl Auböck, Adolf Hoch, Carl Rössler                                                                           | Bronzeplastik Begegnung von Oswald Stimm (1966), freistehende Mosaikwand Der Flug/Der Flughafen von Carl Unger (1959–1963) | 323       | Denkmalschutz Identadresse Jungstraße 7-11, Ennsgasse 16 |
| 1743                                                                        | 1    | Datei hochladen | Vorgartenstraße 177 Standort            | 1982–1984 | Edgar Göth | | 28        | |
| 381                                                                         | 1    | Datei hochladen | Vorgartenstraße 194 Standort            | 1955–1956 | Edith Lassmann                                                                                                  | | 18        | |
| 379                                                                         | 1    | Datei hochladen | Vorgartenstraße 198 Standort            | 1954–1955 | Robert Fussek                                                                                                   | | 18        | |
| 374                                                                         | 1    | Datei hochladen | Walcherstraße 10-16 Standort            | 1953–1954 | Karl Heinz Högler                                                                                               | Glasmosaikwandbild Spielende Kinder von Rudolf Korunka (1954) | 109       | Identadresse Vorgartenstraße 175, Mexikoplatz 27 |
| Hubert-Hladej-Hof 68                                                        | 1    | Datei hochladen | Wehlistraße 131-143 Standort            | 1948–1950 | Erich Boltenstern, Karl Hartl, Ladislaus Hruska, Kurt Schlauss                                                  | Natursteinplastiken Wäscherin und Fischer mit Netz von Rudolf Schmidt (1951–1953) | 293       | Benannt nach dem Bezirksvorsteher der Leopoldstadt Hubert Hladej (1913–1977). Identadresse Handelskai 154-166, Haussteinstraße 6-8 |
| 369                                                                         | 1    | Datei hochladen | Wehlistraße 156-158 Standort            | 1937–1938 | Franz Wiesmann                                                                                                  | Metallrelief im Erdgeschoß Schiffer an der Donau | 50        | |
| 401                                                                         | 1    | Datei hochladen | Wehlistraße 157 Standort                | 1979–1981 | Rupprecht Ottel                                                                                                 | | 30        | |
| 409                                                                         | 1    | Datei hochladen | Wehlistraße 160-162 Standort            | 1987–1989 | Gerhard Lischka, Herbert Scheiner                                                                               | | 50        | |
| 392                                                                         | 1    | Datei hochladen | Wehlistraße 303 Standort                | 1963–1964 | Otto Niedermoser                                                                                                | Stahlblechobjekt Lichtspiel von Alois Heidel (1963/65), Kupferblechplastik Pagode von Rudolf Kedl (1963/65) | 149       | Identadresse Handelskai 394 |
| 364 HERIS-ID: 8574 Objekt-ID: 4530                                          | 1    | Datei hochladen | Wehlistraße 305 Standort                | 1929–1930 | Franz Schacherl                                                                                                 | | 80        | Denkmalschutz |
| 397                                                                         | 1    | Datei hochladen | Wehlistraße 307 Standort                | 1970–1971 | Max Schmiderer                                                                                                  | | 16        | |
| 365 HERIS-ID: 8573 Objekt-ID: 4529                                          | 1    | Datei hochladen | Wehlistraße 309 Standort                | 1929–1930 | Hans Adolf Vetter                                                                                               | | 56        | Denkmalschutz |
| 404                                                                         | 1    | Datei hochladen | Weintraubengasse 6-10 Standort          | 1982–1983 | Erika Hotzy-Peters, Libuse Partyka, Eugenie Pippal-Kottnig                                                      | | 26        | |
| 405                                                                         | 1    | Datei hochladen | Weintraubengasse 13 Standort            | 1982–1983 | Erika Hotzy-Peters, Libuse Partyka, Eugenie Pippal-Kottnig                                                      | | 5         | |
| 362                                                                         | 1    | Datei hochladen | Wohlmutstraße 4-6 Standort              | 1930      | Franz Wiesmann                                                                                                  | | 25        | |
| 359 HERIS-ID: 8605 Objekt-ID: 4561                                          | 1    | Datei hochladen | Wohlmutstraße 14-16 Standort            | 1927–1928 | Gustav Schläfrig, Hans Reiser                                                                                   | Steinbrunnen im Hof | 106       | Denkmalschutz Identadresse Erlafstraße 4-6 |
| Hermann-Fischer-Hof 70 HERIS-ID: 8606 Objekt-ID: 4562                       | 1    | Datei hochladen | Ybbsstraße 15-21 Standort               | 1928–1929 | Otto Prutscher                                                                                                  | | 69        | Denkmalschutz Benannt nach dem sozialdemokratischen Nationalratsabgeordneten Hermann Fischer (1867–1933) Identadresse Harkortstraße 4 |
| 356                                                                         | 1    | Datei hochladen | Ybbsstraße 31-33 Standort               | 1927      | Ferdinand Kaindl                                                                                                | | 41        | |
| 358 HERIS-ID: 8608 Objekt-ID: 4564                                          | 1    | Datei hochladen | Ybbsstraße 40-42 Standort               | 1927–1928 | Erich Leischner                                                                                                 | Keramikrelief (Pflanzen und Tiere) über dem Eingang von Josef Franz Riedl | 37        | Denkmalschutz |
| Julius-Bermann-Hof 252                                                      | 1    | Datei hochladen | Zirkusgasse 3 Standort                  | 1973–1975 | Helmut Leierer                                                                                                  | | 164       | Benannt nach Julius Bermann. Identadresse Große Mohrengasse 12-14, Große Mohrengasse 16, Komödiengasse 6 |
| 407                                                                         | BW   | Datei hochladen | Zirkusgasse 22 Standort                 | 1985–1987 | Eva Weil | | 13        | |
| 402                                                                         | BW   | Datei hochladen | Zirkusgasse 30 Standort                 | 1981–1983 | Erika Hotzy-Peters, Libuse Partyka, Eugenie Pippal-Kottnig                                                      | | 14        | |
| 385                                                                         | 1    | Datei hochladen | Zirkusgasse 33 Standort                 | 1958–1960 | Oskar Trubel | | 34        | Identadresse Rotensterngasse 27 |
| Viktor-Frankl-Hof 302                                                       | 1    | Datei hochladen | Zirkusgasse 52 Standort                 | 1996–1997 | Michael Mann, Peter Mlczoch                                                                                     | | 52        | Benannt nach Viktor Frankl |